# Johan Mezas
Johan Egbert Mezas (Paramaribo, 3 oktober 1888 – aldaar, 22 december 1962) was een Surinaams meubelmaker en beeldhouwer.

## Biografie
Johan Mezas leerde het vak bij een Franse meubelmaker en bij de steenhouwer en meubelmaker Dulop. Hij vestigde zich daarna als meubelmaker en maakte verder sierlijke ornamenten en grafmonumenten van marmer. Hij was aanvankelijk gevestigd in de Steenbakkerijstraat. De Eerste Wereldoorlog inspireerde hem in 1917 om ook leesten te ontwerpen die in die tijd geïmporteerd werden. Grafwerk van hem is te zien op de begraafplaats Nieuwe Oranjetuin aan de Dr. J.F. Nassylaan.
In 1921 kreeg de Troepenmacht in Suriname (TRIS) een eigen vaandel. Mezas kreeg de opdracht voor het houtsnijwerk van de leeuw en de lauwerkrans bovenaan de vaandelstok. Dit werk leerde hij zichzelf aan. In 1924 maakte hij als proefwerk een buste van de redacteur en Statenlid Harry van Ommeren (1876-1923). Het beeldje verbeterde hij aan de hand van de kritiek die hij kreeg en kreeg later een plaats in de uitstalkasten van het warenhuis van C. Kersten & Co. Hierna volgde een buste van de melaatsenpriester Petrus Donders (1809-1887). Hiervoor hield de Surinaamse missie rond kort erna een inzamelingsactie. Hij maakte verder nog enkele beeldjes voor inwoners van Paramaribo.
Hij ontwikkelde zich tot een veelzijdig vakman. Met de bestemming voor de koloniale tentoonstelling in Arnhem maakte hij een bureau en een kast uit de tropische houtsoort purperhart. Op 23 februari 1935 werd het gedenksteen voor Annetta Bos-Visser onthuld in de Centrumkerk dat hij maakte naar het ontwerp van Wim Bos Verschuur en in 1945 maakte hij een schildering voor de tempel op de eerste verdieping van Court Charity in de Burenstraat. Verder werd hij erbij gevraagd om het kerkorgel van de hervormde kerk te stemmen. Op 11 januari 1948 werd het Helstonemonument onthuld waarvoor hij twee bas-reliefs graveerde met de beeltenis van Johannes Helstone. Ze bevinden zich op plaquettes aan weerszijden van het monument aan de noordkant van de Centrumkerk. De onthulling werd bijgewoond door achtduizend belangstellenden.
Op 12 februari 1950 kreeg hij in zijn woning bezoek van prins Bernhard. De prins liet zijn bewondering over een marmeren hoofd van koningin Juliana merken en kreeg het als geschenk van Mezas mee. Zijn atelier en woning bevonden zich op dat moment aan de Prinsessestraat. Zijn zoon Frank Mezas en kleinzoon Patrick Mezas werden eveneens kunstenaar en hebben ook een link met de Oranjes. Frank kreeg op zijn adres in Curaçao de opdracht van koningin Beatrix om een borstbeeld van haar te maken uit mahoniehout, om in haar paleis te plaatsen. Patrick vervaardigde een borstbeeld van Willen-Alexander. Deze staat in het stadhuis van zijn woonplaats Almere.
Johan Mezas overleed in 1962 na een ongeval. Hij is 74 jaar oud geworden.